# GMD-Forschungszentrum Informationstechnik
Die GMD – Forschungszentrum Informationstechnik GmbH war eine zwischen 1968 und 2001 bestehende deutsche Großforschungseinrichtung für angewandte Mathematik und Informatik.

## Geschichte
Die Gründung erfolgte am 23. April 1968 in Bonn unter dem Namen Gesellschaft für Mathematik und Datenverarbeitung (GMD). Damit sollte das Konzept der Großforschung, das sich im Bereich der Kernenergie bewährt hatte, auf die damals noch Datenverarbeitung genannte Informatik übertragen werden. Hierzu wurde das Institut für Instrumentelle Mathematik (IIM) an der mathematischen Fakultät der Universität Bonn ausgebaut als Großforschungseinrichtung des Bundes mit einer Minderheitsbeteiligung des Landes Nordrhein-Westfalen.
Unter den ersten Geschäftsführern Ernst Peschl und Heinz Unger wurde der Schwerpunkt auf die Mathematik gelegt. So bestand die GMD 1970 aus einem Institut für angewandte Mathematik, einem Institut für Numerische Datenverarbeitung, einem Institut für Theorie der Automaten und Schaltnetzwerke und einem Institut für Informationssystemforschung, die alle an der Grundlagenforschung orientiert waren. Dazu kamen eine Abteilung für Datenverarbeitung und eine Abteilung für behördliche Datenverarbeitungssysteme als Dienstleister und das Institut Informatik-Kolleg.
Im Zuge der parallel zur Gründung der GMD einsetzenden Diskussion um die Softwarekrise und der darauf folgenden Einrichtung von Studiengängen der Informatik an vielen deutschen Hochschulen gerieten auch Struktur und Ausrichtung der GMD in die Kritik. Bereits 1969 diskutierte man über eine Neuausrichtung auf ingenieurwissenschaftliche und softwaretechnische Ziele, 1970 setzte sich das Bundesministerium für Forschung und Technologie mit dieser Meinung durch und enthob Heinz Unger seines Amtes.
Seit 1973 wurden der GMD das Deutsche Rechenzentrum in Darmstadt, die Rechnerarchitektur-Gruppe der TU-Berlin, die Arbeitsgruppe Verteilte Systeme des Hahn-Meitner-Instituts Berlin GmbH und die Gesellschaft für Information und Dokumentation (GID) aus Frankfurt am Main angegliedert. Nach der Wiedervereinigung folgten Teile des Instituts für Informatik und Rechentechnik sowie des Zentralinstituts für Kybernetik und Informationsprozesse der Akademie der Wissenschaften der DDR.
Im März 1995 erfolgte eine Umbenennung. Auf Initiative des Bundesministeriums für Bildung und Forschung wurde die GMD in den Jahren 2000 bis 2001 gegen den Widerstand der Mitarbeiter, die eine breite Unterstützung durch die regionale Politik erfuhren, mit der Fraunhofer-Gesellschaft fusioniert. Letzter Vorstandsvorsitzender der GMD war der griechische Informatiker Dionysios (Dennis) Tsichritzis. Die Einrichtung ist im Fraunhofer-Institutszentrum Schloss Birlinghoven aufgegangen.

## Institute
Die GMD bestand zuletzt aus acht Instituten:
- AiS, Sankt Augustin
- FIT, Sankt Augustin
- IMK, Sankt Augustin
- SCAI, Sankt Augustin
- IPSI, Darmstadt
- SIT, Darmstadt
- FIRST, Berlin
- FOKUS, Berlin

Außerdem gab es die institutsunabhängige Gruppe BioMIP sowie eine Außenstelle in Tokio, Japan.